# 天城月江
天城 月江（あまぎ つきえ、1918年〈大正7年〉7月29日 - 2005年〈平成17年〉）は、元宝塚歌劇団（元雪組・星組組長）の人物である。本名は古家 三保子。静岡県浜松市出身。宝塚歌劇団時代の公称身長は166cm。宝塚歌劇団時代の愛称はスロちゃん。宝塚歌劇団24期生。

## 来歴・人物
1934年、宝塚音楽歌劇学校（現在の宝塚音楽学校）に入学し、宝塚少女歌劇団（現在の宝塚歌劇団）に入団。当時は学校と劇団は一体で、入学イコール入団であった。宝塚入団時の成績は90人中7位。初舞台は1935年である。
1950年 - 1951年、雪組組長。
1953年 - 1969年、星組組長。
1978年、宝塚歌劇団退団。
2005年に死去。
2014年、設立された『宝塚歌劇の殿堂』最初の100人のひとりとして殿堂入り。

## 宝塚歌劇団時代の主な出演
- 『軍神』（月組）（1944年1月1日 - 1月24日、宝塚大劇場）
- 『ジャブ・ジャブ・コント』（月組）（1946年7月2日 - 7月30日、宝塚大劇場）
- 『ボレロ』（月組）（1946年9月1日 - 9月29日、宝塚大劇場）
- 『センチメンタル・ヂャアニー』（月組）（1946年12月1日 - 12月29日、宝塚大劇場）
- 『アリババ物語』（月組）（1947年3月1日 - 3月30日、宝塚大劇場）
- 『モン・パリ』（月組）（1947年10月1日 - 10月30日、宝塚大劇場）
- 『陽気な街』（月組）（1948年4月1日 - 4月29日、宝塚大劇場）
- 『ロマンス・パリ』（月組）（1949年3月11日 - 3月30日、宝塚大劇場）
- 『リオでの結婚』（月組）（1949年9月1日 - 9月29日、宝塚大劇場）
- 『ブルウ・イン・ザ・ナイト』『スヰングハイ・スヰングロウ』（雪組）（1950年11月1日 - 11月29日、宝塚大劇場）
- 『シェヘラザード』（雪組）（1951年11月1日 - 11月29日、宝塚大劇場）
- 『シェヘラザード』（星組）（1951年12月1日 - 12月20日、宝塚大劇場）
- 『ニューヨーク幻想曲』（星組）（1953年6月2日 - 6月29日、宝塚大劇場）
- 『コッペリア』（星組）（1953年10月1日 - 10月30日、宝塚大劇場）
- 『春の踊り（宝塚物語）』（雪組）（1954年5月1日 - 5月30日、宝塚大劇場）
- 『ミランの恋人たち』（星組）（1955年7月1日 - 7月31日、宝塚大劇場）
- 『ブーケ・ド・パリ』（星組）（1957年2月1日 - 2月26日、宝塚大劇場）
- 『芦刈』（星組）（1959年10月1日 - 10月30日、宝塚大劇場）
- 『華麗なる千拍子』（雪組）（1961年2月3日 - 10月26日、宝塚大劇場）
- 『黒い太陽－黒人霊歌－』（星組）（1961年10月1日 - 10月30日、宝塚大劇場）
- 『南の哀愁』（星組）（1964年2月1日 - 3月1日、宝塚大劇場）
- 『レビュー・オブ・レビューズ』（専科・星組・月組合同）（1964年6月2日 - 6月28日、宝塚大劇場）
- 『シャングリラ』（星組）（1964年10月31日 - 11月30日、宝塚大劇場）
- 『エスカイヤ・ガールス』（星組）（1965年3月25日 - 4月29日、宝塚大劇場）
- 『ラ・グラナダ』（星組）（1965年10月30日 - 11月30日、宝塚大劇場）
- 『千姫』（星組）（1968年10月1日 - 10月30日、宝塚大劇場）
- 『シルクロード』（星組）（1969年3月27日 - 4月24日、宝塚大劇場）
- 『タカラヅカEXPO'70－第一部　四季の踊り絵巻－』（月組）（1970年4月15日 - 5月6日、宝塚大劇場）
- 『我が愛は山の彼方に』（星組）（1971年8月27日 - 9月28日、宝塚大劇場）
- 『カンテ・グランデ』（雪組）（1973年6月30日 - 7月26日、宝塚大劇場）
- 『恋こそわが命』（月組）（1975年10月2日 - 11月11日、宝塚大劇場）

## 主な映画出演
- 『寳塚夫人』（1951年、東宝＝綜芸プロダクション）- 特別出演

## 主なテレビ出演
- 『歌の花園』（1958年9月11日、朝日放送）